# 제24회 홍콩 영화 금상장
제24회 홍콩 영화 금상장은 2005년 3월 27일에 열린 시상식이다.

## 수상 및 후보

### 작품상
- 쿵푸 허슬 - 주성치 수상
- 2046 - 왕가위
- 대사건 - 두기봉
- 뉴 폴리스 스토리 - 진목승
- 왕각흑야 - 이동승

### 감독상
- 왕각흑야 - 이동승 수상
- 대사건 - 두기봉
- 쿵푸 허슬 - 주성치
- 2046 - 왕가위
- 뉴 폴리스 스토리 - 진목승

### 각본상
- 왕각흑야 - 이동승 수상
- 2046 - 왕가위
- A-1두조 - 진가상 외
- 쿵푸 허슬 - 주성치
- 쓰리, 몬스터 - Lilian Lee

### 남우주연상
- 2046 - 양조위 수상
- 왕각흑야 - 방중신
- 왕각흑야 - 오언조
- 뉴 폴리스 스토리 - 성룡
- 쿵푸 허슬 - 주성치

### 여우주연상
- 2046 - 장쯔이 수상
- 20 30 40 - 실비아 창
- 쿵푸 허슬 - 원추
- 왕각흑야 - 장백지
- 코마 - 임가흔

### 남우조연상
- 쿵푸 허슬 - 원화 수상
- 쿵푸 허슬 - 진국곤
- 쓰리, 몬스터 - 양가휘
- 절세호빈 - 첨서문
- 뉴 폴리스 스토리 - 오언조

### 여우조연상
- 쓰리, 몬스터 - 링 바이 수상
- 용봉투 - 호연니
- 육장사 - 노교음
- 대사건 - 소미기
- 20 30 40 - 양기

### 신인상
- 나비 - 전원 수상
- 쿵푸 허슬 - 황성의
- 도색 - 장소혜
- 트윈 이펙트 2 - 화도대전 - 방조명
- 사망사진 - 황완령

### 촬영상
- 2046 - 크리스토퍼 도일 수상
- 대성소사 - Yiu Ming Pun
- 쿵푸 허슬 - 반항생
- 왕각흑야 - 강국민
- 쓰리, 몬스터 - 크리스토퍼 도일

### 편집상
- 쿵푸 허슬 - 임안아 수상
- 2046 - 장숙평
- 대사건 - 데이비드 M. 리처드슨
- 왕각흑야 - 장가휘
- 뉴 폴리스 스토리 - Yau Chi Wai

### 미술상
- 2046 - 장숙평 수상
- 쿵푸 허슬 - 황예민
- 강호 - Yank Wong
- 도색 - Man Lim Chung
- 쓰리, 몬스터 - 김원혁

### 의상&메이크업상
- 2046 - 장숙평 수상
- 트윈 이펙트 2 - 화도대전 - Lee Pik Kwan
- 쿵푸 허슬 - 진고방
- 강호 - Yank Wong
- 도색 - 양범

### 무술감독상
- 쿵푸 허슬 - 원화평 수상
- 트윈 이펙트 2 - 화도대전 - Cory Yuen
- 왕각흑야 - Chin Ka Lok
- 유도용호방 - 원빈
- 뉴 폴리스 스토리 - 이치총 외

### 영화음악상
- 2046 - 피어 라벤 수상
- 대성소사 - Mark Lui
- 쿵푸 허슬 - 황영화
- 왕각흑야 - 피터 캄
- 도색 - Surender Sodhi

### 주제가상
- 맥두 이야기 2 - 파인애플빵 왕자
- 대성소사
- 신교육귀
- 용봉투
- 마환주방

### 음향효과상
- 쿵푸 허슬 - Steven Ticknor 외 수상
- 2046 - 클로드 레트시어
- 왕각흑야 - Nip Kei Wing 외
- 코마 - 증경상
- 뉴 폴리스 스토리 - 증경상

### 시각효과상
- 쿵푸 허슬 - Frankie Chung 외 수상
- 2046 - Guillaume Raffi
- 트윈 이펙트 2 - 화도대전 - 빅터 웡
- 사망사진 - Narin Visitsak
- 뉴 폴리스 스토리 - 빅터 웡 외

### 아시아영화상
- 올드보이 - 박찬욱 수상
- 퀼 - 최양일
- 연인 - 장이머우
- 천하무적 - 펑샤오강
- 자토이치 - 기타노 다케시

### 신인감독상
- 강호 - 황정보 수상
- 육장사 - 황진진
- 맥두 이야기 2 - 파인애플빵 왕자 - 원건도

### 전업정신상
- 성룡 수상
- 여모운 수상

### 중국 영화세계 찬란한 별
- 이소룡 수상